# Антлер (Північна Дакота)
Антлер (англ. Antler) — місто (англ. city) в США, в окрузі Боттіно штату Північна Дакота. Населення — 22 особи (2020).

## Географія
Антлер розташований за координатами 48°58′16″ пн. ш. 101°16′59″ зх. д. / 48.97111° пн. ш. 101.28306° зх. д. (48.971217, -101.282968).  За даними Бюро перепису населення США в 2010 році місто мало площу 0,43 км², уся площа — суходіл. В 2017 році площа становила 0,48 км², уся площа — суходіл.

## Демографія
Згідно з переписом 2010 року, у місті мешкало 27 осіб у 16 домогосподарствах у складі 6 родин. Густота населення становила 63 особи/км².  Було 29 помешкань (68/км²).
Расовий склад населення:
| - 96,3 % — білих - 3,7 % — корінних американців |

До двох чи більше рас належало 0,0 %. Частка іспаномовних становила 3,7 % від усіх жителів.
За віковим діапазоном населення розподілялося таким чином: 14,8 % — особи молодші 18 років, 51,9 % — особи у віці 18—64 років, 33,3 % — особи у віці 65 років та старші. Медіана віку мешканця становила 53,5 року. На 100 осіб жіночої статі у місті припадало 107,7 чоловіків;  на 100 жінок у віці від 18 років та старших — 130,0 чоловіків також старших 18 років.
Цивільне працевлаштоване населення становило 8 осіб. Основні галузі зайнятості: роздрібна торгівля — 62,5 %, сільське господарство, лісництво, риболовля — 25,0 %, транспорт — 12,5 %.